# Novokračine
Novokračine – wieś w Słowenii, w gminie Ilirska Bistrica. W 2018 roku liczyła 186 mieszkańców.